# Beilstein (Hessischer Spessart)
Der Beilstein ist ein 499,5 m ü. NHN hoher Berg im Spessart. Er liegt östlich der Straße von Bad Orb ins Jossatal zwischen Villbach und Lettgenbrunn auf dem Gebiet der Gemeinde Jossgrund im hessischen Main-Kinzig-Kreis.

## Geologie
Der Beilstein ist ein Basaltkegel mit der größten Basalt-Höhle des Main-Kinzig-Kreises. Die Formation entstand vor 10 bis 20 Millionen Jahren durch Vulkanausbrüche; der umgebende Buntsandstein, der ansonsten den Spessart prägt, ist rund 200 Millionen Jahre älter. Der Basaltdurchbruch wurde durch Erosion freigelegt; zu sehen sind an den Felswänden die typischen Basalt-Säulen sowie kleinere, kugelförmige Gebilde.

## Geschichte
Auf dem im Jahre 1059 das erste Mal urkundlich erwähnten Berg befinden sich die Überreste der kleinen, hochmittelalterlichen Höhenburg Beilstein. Sie wurde zum Schutz des Besitzes des Erzstiftes Mainz sowie zur Kontrolle einer alten Straße erbaut, und wurde 1343 erstmals erwähnt. Ferner sollte sie dem Schutz der ersten entstandenen Glashütten dienen. Als die Herrschaft an die Grafen von Hanau überging, verlor die Burg vermutlich ihre Bedeutung und verfiel seitdem. Aufgrund der dürftigen Quellenlage ist nur wenig über die Burg bekannt. Die Anlage besteht heute nur noch aus einem Mauerring von etwa 12 Meter Länge.

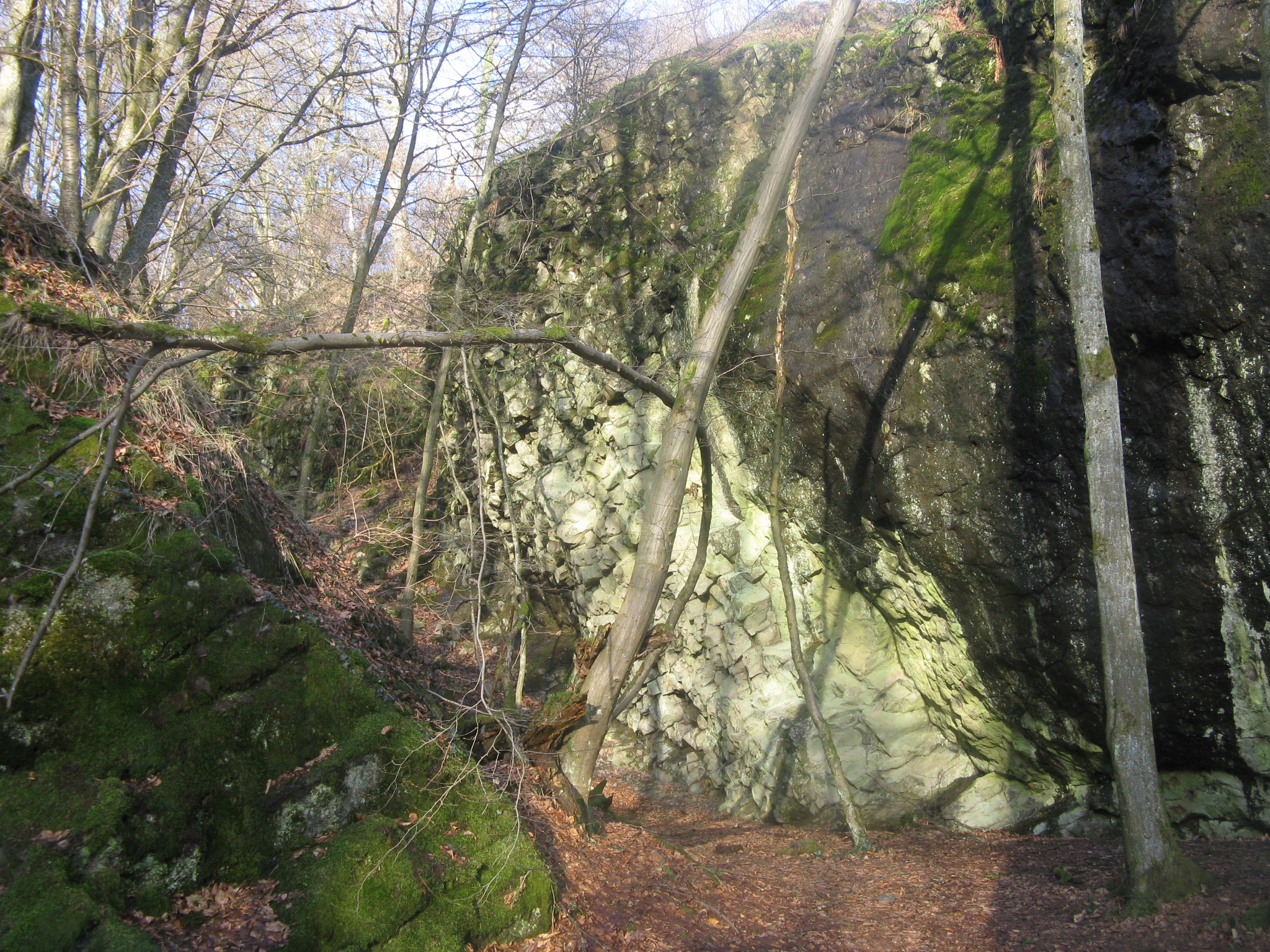
Basaltformation am Beilstein

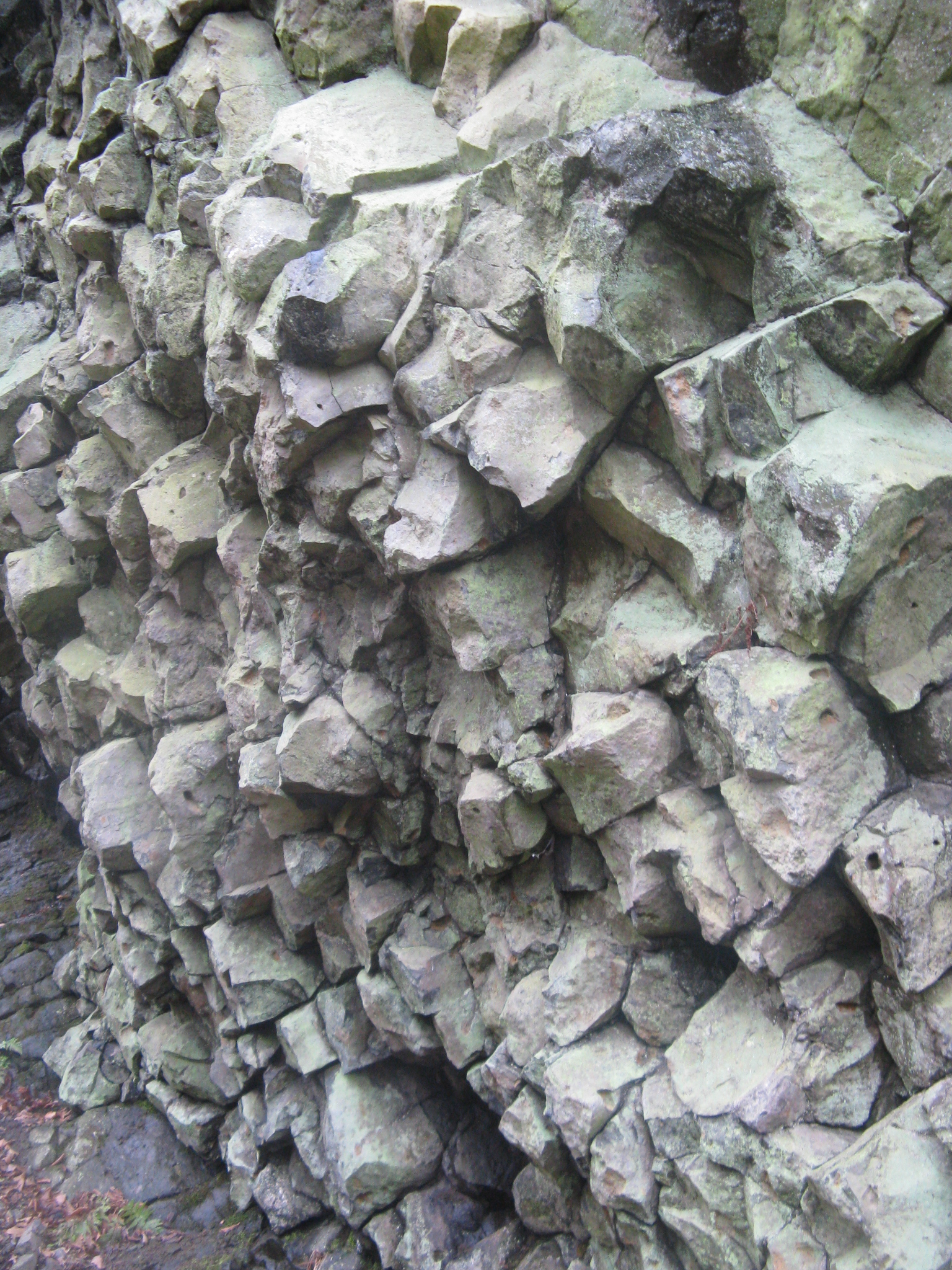
Basaltformationen (Detail)

Die rund 40 Meter hohe Basaltkuppe wurde bereits 1905 als Naturdenkmal ausgewiesen. Trotzdem wurde der Basalt zunächst noch weiter abgebaut. Dies änderte sich 1930, als am Beilstein das älteste Naturschutzgebiet im seinerzeitigen Landkreis Gelnhausen eingerichtet wurde.
Bis 1913 gab es am Fuße des Beilsteins ein Forsthaus, das abgerissen wurde, als der kaiserliche Truppenübungsplatz angelegt wurde. Eine zweite Unterbrechung des Naturschutzes gab es in nationalsozialistischer Zeit nach 1935, als Lettgenbrunn/Villbach zum Bombenabwurf-Übungsplatz für den Fliegerhorst Gelnhausen-Rothenbergen erklärt und geräumt wurde. Auf dem Beilstein errichtete man einen Beobachtungsbunker, der nach Kriegsende gesprengt wurde.
Eine erneute Unterschutzstellung nach Bundesnaturschutzgesetz erfolgte 1977. Wanderwege rund um die Basaltkuppe wurden mit Erklärungstafeln versehen. Der Beilstein ist auch eine Station des Europäischen Kulturradwegs Perlen der Jossa, eines ca. 25 km langen Radwegs durch den Jossgrund, der zur Förderung des Tourismus im Spessart angelegt wurde.

## Sage von der Wunderblume
Um den Beilstein rankt sich die Sage von einem jungen Mann mit einer frisch gepflückten blauen Wunderblume, die er sich an seinen Wanderstab gesteckt hatte; da öffnet sich ihm am Beilstein das Tor zum sonst verschlossenen Felsenschloss, und der Mann wird von drei schönen Frauen in das Innere geleitet. Er füllt sich die Taschen mit Gold, Silber und Edelsteinen, doch die Frauen warnen vergeblich: „Vergiss das Beste nicht“. Plötzlich gibt es ein Donnergrollen, und die Wände des Bergschlosses stürzen ein. Der Mann rennt um sein Leben und entkommt knapp durch das zufallende Tor, wobei er alle aufgesammelten Schätze verliert. Er ist bestraft, weil er „das Beste“ vergessen hat: Den Wanderstab mit der blauen Wunderblume, den er achtlos beiseite gestellt hatte.
Die zu große Gier hat dem jungen Mann den Blick für das Wesentliche verstellt. Heimatforscher haben die blaue Wunderblume mit der Pechnelke in Verbindung gebracht.

## Naturschutzgebiet

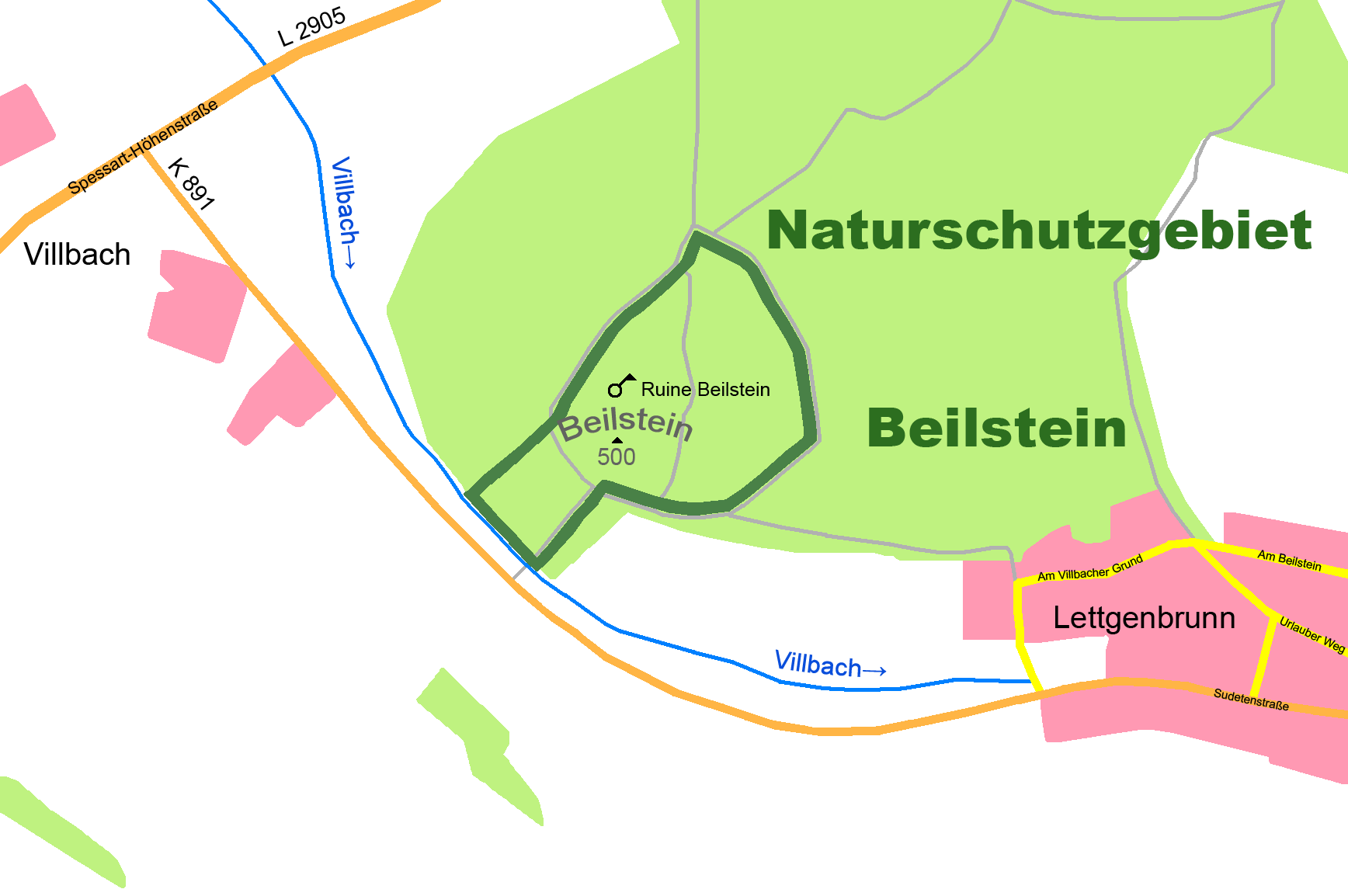
Naturschutzgebiet Beilstein

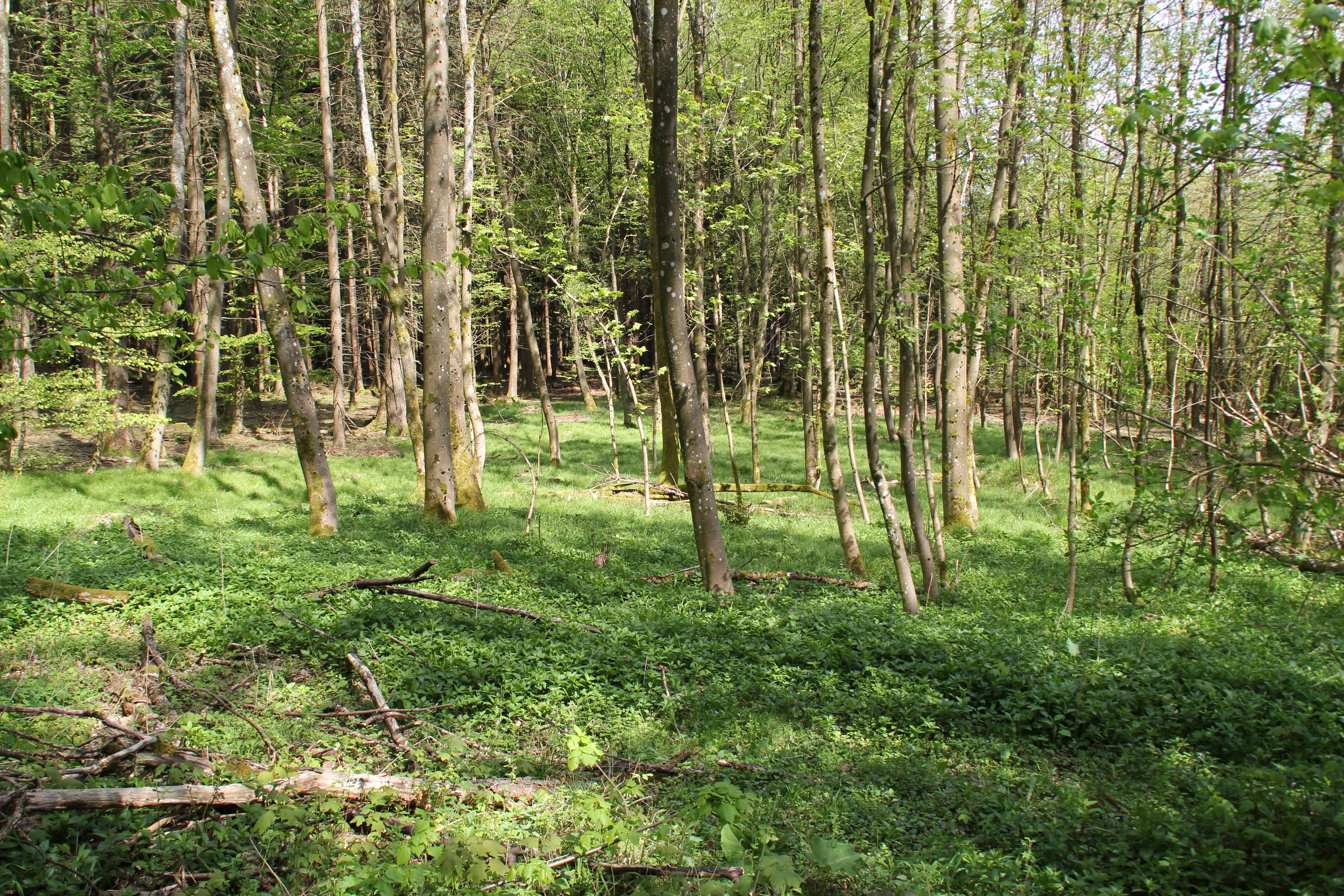
Im Naturschutzgebiet Beilstein

Das Naturschutzgebiet  und FFH-Gebiet Beilstein bezieht sich nicht nur auf die Basaltkuppe, sondern auch auf die umliegenden Wälder; bemoostes Altholz und Totholz bleibt sich selbst überlassen. Auf einer Fläche von 5,75 Hektar sind etwa 200 Pflanzenarten dokumentiert. 
Zwischen dem Fichtenbestand gibt es Inseln von Buchenwäldern gemischt mit Sommerlinde und Ahorn; die Bergulme hat am Beilstein ihren einzigen Platz im Spessart.
Die große Basalthöhle dient verschiedenen Fledermausarten als Überwinterungsplatz. Der wärmespeichernde Basalt an den schwer zugänglichen Felsen ist ideal für bedrohte Pflanzen wie Pechnelke, Mauerraute, Graslilie, Türkenbundlilie und Tüpfelfarn. Die seltene Heidewicke wurde jedoch seit 1975 nicht mehr gesehen; auch Karthäusernelke und Kleines Knabenkraut sind verschwunden.
Etwa einen Kilometer nördlich liegt der durch die frühere Steinbruchtätigkeit wieder erkennbare Krater des Hohen Berges.